# Pardosa milvina
Pardosa milvina là một loài nhện trong họ Lycosidae.
Loài này thuộc chi Pardosa. Pardosa milvina được Nicholas Marcellus Hentz miêu tả năm 1844.

## Hình ảnh

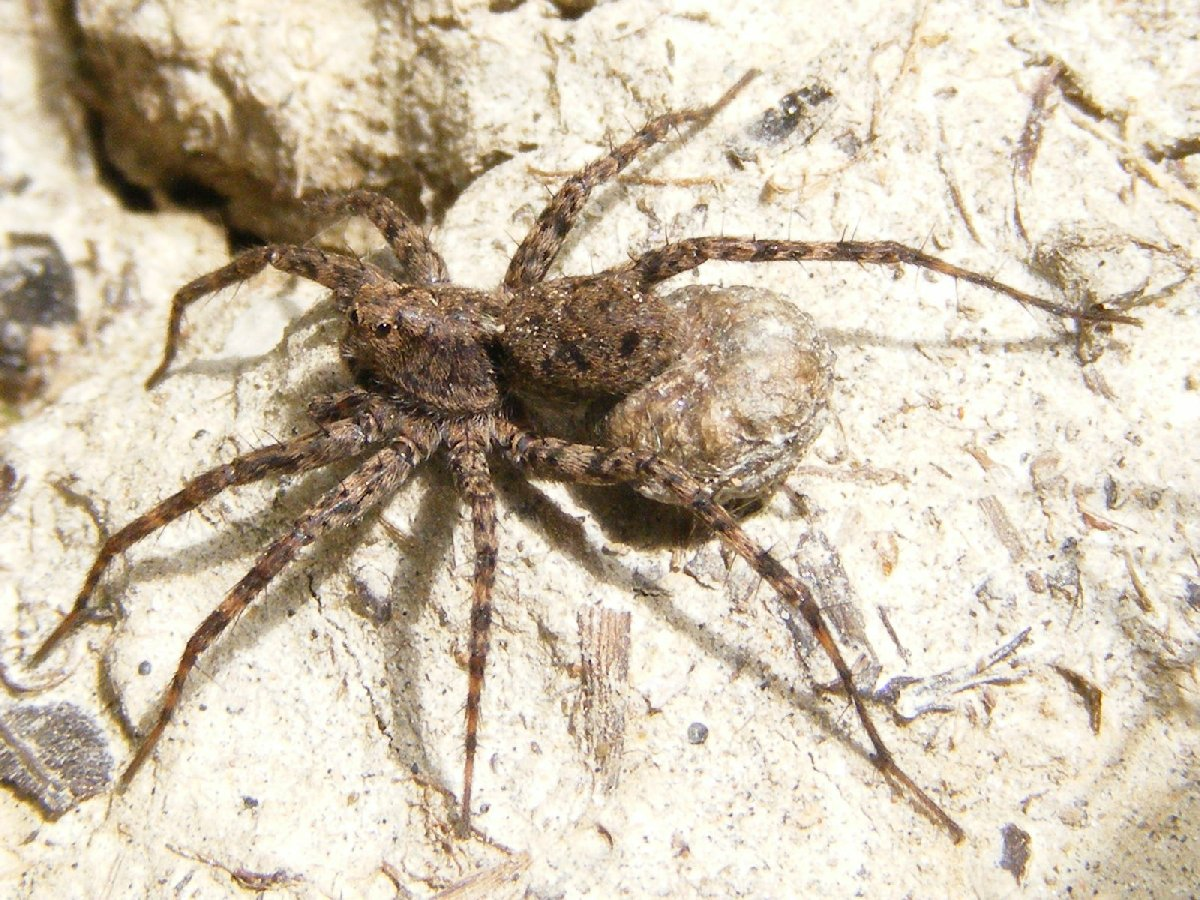
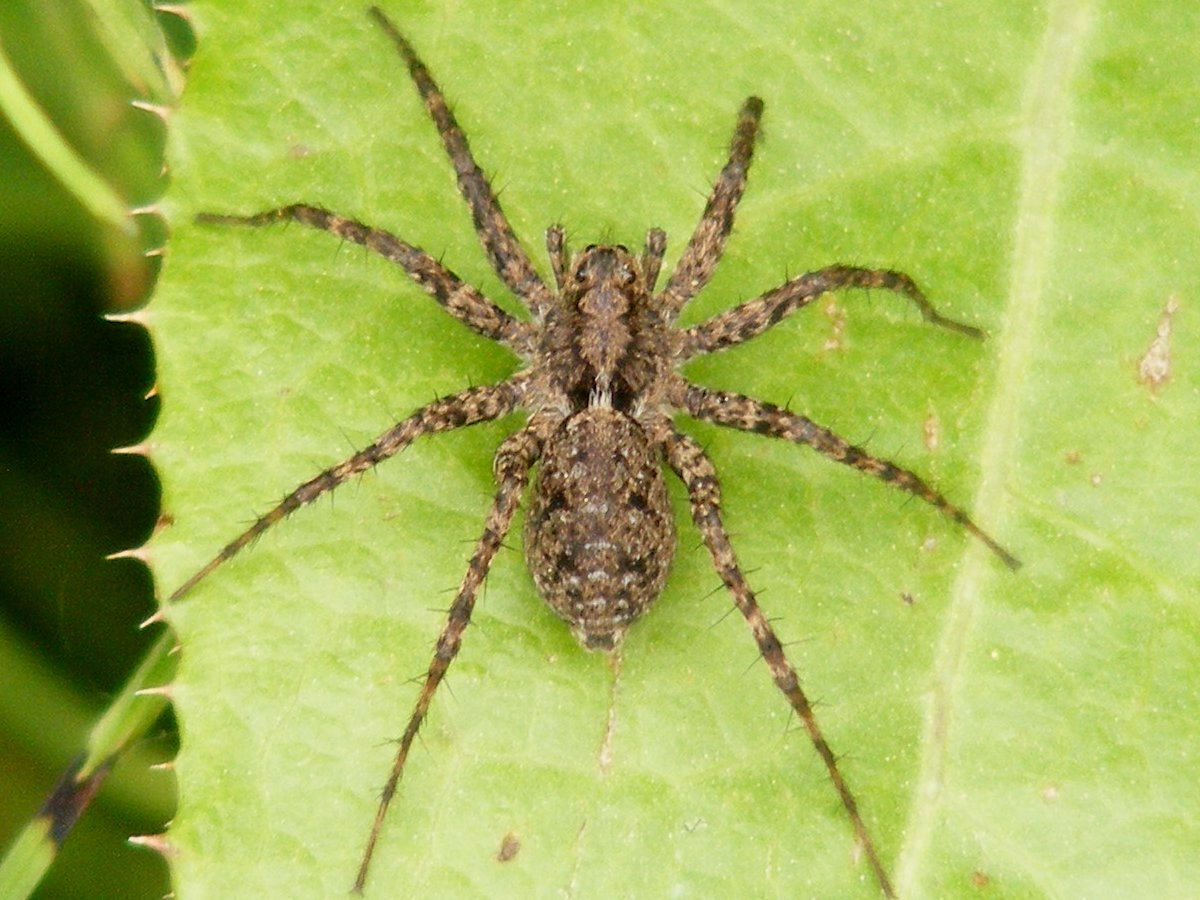
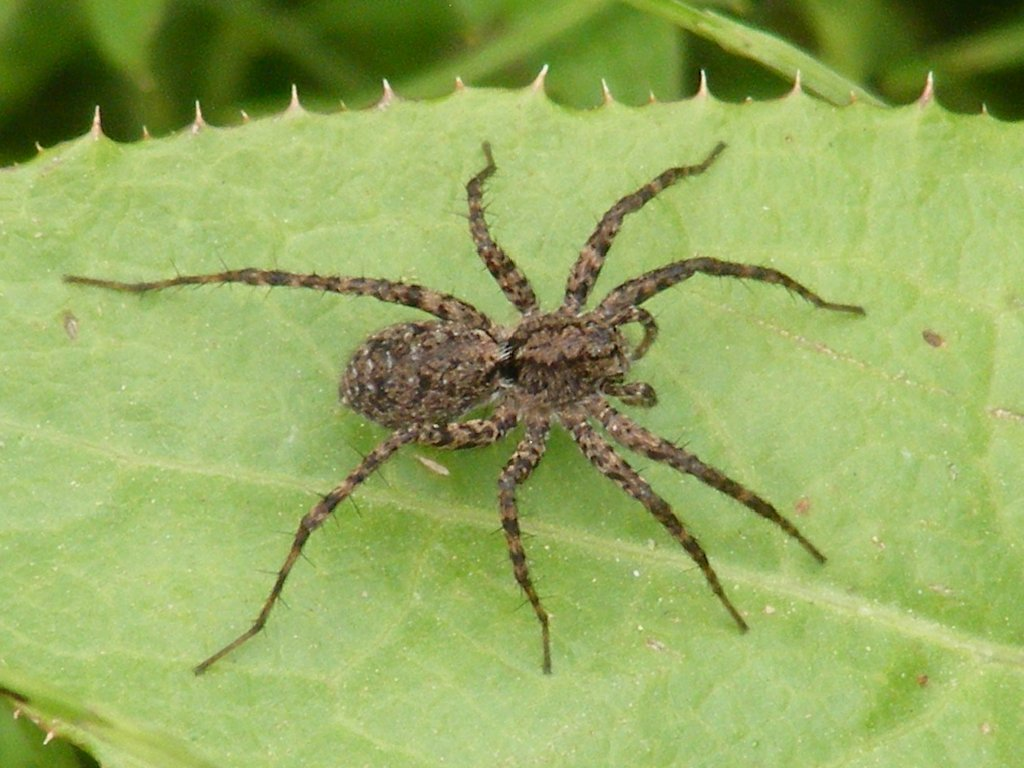
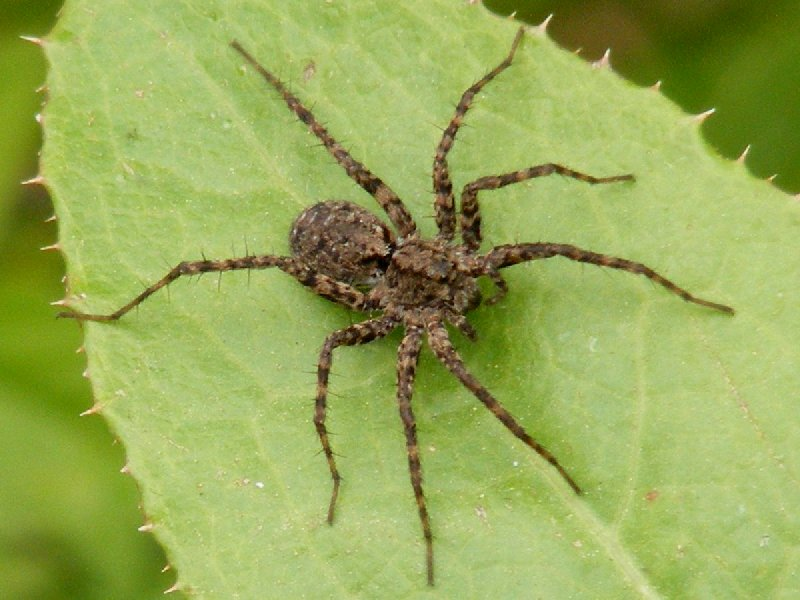